# Бугимен (фильм, 1980)
«Бугимен» (англ. The Boogeyman) — фильм ужасов в жанре сверхъестественного слэшера 1980 года, снятый режиссёром Улли Ломмелом.

## Сюжет
Фильм начинается с того, как Уилли и Лейси ещё детьми смотрят, как развлекаются их мать и её любовник. Когда мать замечает их, её приятель привязывает Уилли к кровати, прежде чем отправить Лейси в ее комнату. Однако, позднее девочка освобождает Уилли, после чего мальчик входит в комнату и неоднократно наносит удары в спину бойфренду своей матери ножом, за чем наблюдает Лейси в зеркало.
Двадцать лет спустя Лейси уже замужем, имеет маленького сына и живёт со своими тётей и дядей на ферме. Уилли также живёт с ними, однако с той ночи он не произнес ни слова. Иногда Уилли берёт из кухни различные ножи и прячет их в ящике своего стола. Однажды вечером за ужином Лейси находит в почте письмо от своей матери, которая рассказывает, что находится на смертном одре, и хочет увидеть их в последний раз впервые с той ночи, но Уилли сжигает письмо.
Лэйси страдает от ночных кошмаров. Ей приснился особенно пугающий сон, в котором её тащат, привязывают к кровати и едва не закалывают насмерть. Её муж Джейк отводит жену к психиатру, чтобы помочь справиться ей со своими страхами. Они решают посетить дом, в котором выросла Лейси. Пара приезжает, не зная, кто на самом деле сейчас там живёт, и встречает двух девочек-подростков и их младшего брата. Их родители, домовладельцы, недавно выставили дом на продажу, а затем уехали из города. Оставшаяся на хозяйстве девушка считает, что Лейси и Джейк были отправлены компанией по недвижимости для осмотра дома. Джейк и Лейси делают вид, что хотят купить дом, чтобы они могли осмотреться. Однако в доме Лейси видит отражение покойного парня своей матери, идущего к ней в зеркале в спальне, где он умер, и в панике разбивает зеркало стулом. Её муж берёт разбитое зеркало с собой на ферму, пытаясь починить его там, но один кусок остаётся в доме. В дальнейшем девушки и их брат убиты невидимой силой, так как мстительный дух умершего любовника был выпущен из зеркала.
У Уилли тоже возникают проблемы с зеркалами. Увидев своё отражение в зеркале в момент, когда пытался задушить девушку, он закрашивает все зеркала в доме в чёрный цвет. Позже, кусочки разбитого зеркала в пакете заставляют вилы левитировать и почти пронзить его.
Ещё один осколок от разбитого зеркала застревает в обуви сына Лейси, откуда свет преломляется через озеро, где группа подростков тусуется возле заброшенного дома. Вскоре пару убивает неведомая сила с помощью отвёртки в машине, в то время как другая пара уезжает и оставляет их нечего не подозревая. После рыбалки у озера, подъехав к дому, Лейси сталкивается со сверхъестественной силой, которая разрывает ей рубашку. Семья решает вызвать священника для прояснения ситуации. В момент, когда рука священника касается зеркала, комната внезапно озаряется красным цветом, а осколок прилипает к глазу Лейси. Услышав крик с улицы, священник и Джейк уходят в амбар, где находят тётю и дядю мёртвыми.
Позже муж Лейси обнаруживает, что Лейси одержима. Управляя телом Лейси, призрак едва не убивает её мужа и нападает на священника. Прежде чем умереть, священнослужитель убирает осколок из глаза Лейси, освобождая её от контроля призраком, и бросает его в кухонную раковину, где он вспыхивает, когда касается воды. Затем оставшуюся часть зеркала решают бросить в колодец, отчего происходит взрыв, который освобождает захваченные души и уничтожает зеркало раз и навсегда.
Фильм заканчивается сценой, в которой Лейси с братом и сыном Кевином посещают кладбище. После того, как они уходят, последний осколок зеркала остаётся на земле, отлепившись от обуви сына Лейси.

## В ролях
| Актёр          | Роль                   |
| -------------- | ---------------------- |
| Сюзанна Лав    | Лейси                  |
| Рон Джеймс     | Джейк муж Лейси        |
| Джон Кэррадайн | Доктор Уоррен психиатр |
| Николас Лав    | Уилли брат Лейси       |
| Раймонд Бойден | Кевин сын Лейси        |

## Производство
В фильме используются некоторые очевидные фрагменты фольклора и суеверия относительно зеркал. В фильме также обсуждается убеждение, что разбивание зеркала высвобождает всё, что зеркало когда-либо «видело», и что поместив кусочки разбитого зеркала в сумку и закопав его, вы избежите неудачи от разбитого зеркала. Кроме того, существует мнение, что зеркало в комнате, где кто-то умер, покажет мертвого человека, оглядывающегося через плечо на любого, кто смотрит в зеркало.
Стилистически Ломмель заявил, что хотел снять «фильм о возмутительных убийствах в обычном окружении с обычными актёрами. Сначала установите вещи, с которыми может идентифицировать себя аудитория, а затем привнесите ужас в нормальное окружение».
Съёмки проходили в Вальдорфе, штат Мэриленд.